# Quebrada Negrito
Quebrada Negrito es un barrio ubicado en el municipio de Trujillo Alto en el estado libre asociado de Puerto Rico. En el Censo de 2010 tenía una población de 5610 habitantes y una densidad poblacional de 792,55 personas por km².

## Geografía
Quebrada Negrito se encuentra ubicado en las coordenadas 18°19′10″N 65°59′18″O / 18.31944, -65.98833. Según la Oficina del Censo de los Estados Unidos, Quebrada Negrito tiene una superficie total de 7.08 km², que corresponden a tierra firme.

## Demografía
Según el censo de 2010, había 5610 personas residiendo en Quebrada Negrito. La densidad de población era de 792,55 hab./km². De los 5610 habitantes, Quebrada Negrito estaba compuesto por el 65.24% blancos, el 17.66% eran afroamericanos, el 1.09% eran amerindios, el 0.11% eran asiáticos, el 0.02% eran isleños del Pacífico, el 11.18% eran de otras razas y el 4.71% pertenecían a dos o más razas. Del total de la población el 98.88% eran hispanos o latinos de cualquier raza.